# Пустинка (Покровський район)
Пу́стинка — село Селидівської міської громади Покровського району Донецької області, в Україні. У селі мешкає 74 особи.

## Загальні відомості
Відстань до райцентру становить близько 17 км і проходить автошляхом Т 0515.

## Транспорт
Селом проходять автомобільні дороги місцевого значення:
- С050942 Новотроїцьке — Жовте — Пустинка — Григорівка — Селидове (15,5 км);
- С050927 Пустинка — Юр'ївка — Новоолексіївка (5,3 км).

## Історія
За даними на 1859 рік у казенному селі Пустинка (Прохорівка) Бахмутського повіту Катеринославської губернії мешкало 136 осіб (69 чоловічої статі та 67 — жіночої), налічувалось 14 дворових господарств.
В останню чверть XIX ст. у Пустинку, прибули селяни з посушливої Херсонської губернії. Вони взяли у пана
О.О. Розинга в довгострокову оренду по 20 десятин землі. Це були родини Малишів, Школових, Алексеєвих,
Ткаченків. Місцеві стали їх називати тавричанами.
У 1908 році в селі Селидівської волості мешкало 195 осіб (97 чоловічої статі та 98 — жіночої), налічувалось 15 дворових господарств.

## Населення
За даними перепису 2001 року населення села становило 74 особи, з них 89,19 % зазначили рідною мову українську та 10,81 % — російську.